# Cordylochernes nigermanus
Espèce
Cordylochernes nigermanus est une espèce de pseudoscorpions de la famille des Chernetidae.

## Distribution
Cette espèce est endémique du Panama. Elle se rencontre vers Colón.

## Description
La femelle holotype mesure 4,6 mm.

## Publication originale
- Hoff, 1944 : New pseudoscorpions of the subfamily Lamprochernetinae. American Museum Novitates, no 1271, p. 1-12 (texte intégral).